# Паркер, Хайд (младший)
Сэр Хайд Паркер младший (англ. Sir Hyde Parker, Jr.; 1739 — 16 марта 1807) — британский адмирал, второй сын адмирала Хайд Паркера старшего.

## Биография
Поступил в Королевский флот в юном возрасте. Стал лейтенантом 25 января 1758 года, проведя бо́льшую часть своей ранней службы на кораблях отца.
16 декабря 1762 года получил в командование HMS Manila, с которой 18 июля 1763 года уже полным капитаном перешёл на HMS Baleine. С 1766 года в течение многих лет он служил в вест-индских и североамериканских водах, особенно отличился в прорыве обороны Норт-ривер под Нью-Йорком в 1776 году. За заслуги в этом эпизоде он в 1779 году стал рыцарем-бакалавром. В 1778 году участвовал в экспедиции в Саванну, а на следующий год его корабль потерпел крушение на побережье враждебной Кубы. Его люди, однако, окопались и были в конце концов благополучно эвакуированы.
Паркер был с отцом при Доггер-банке, и с Ричардом Хау в бою в Гибралтарском проливе. Он достиг адмиральских чинов 1 февраля 1793 года. В тот же день молодой Французской республике была объявлена война. В звании контр-адмирала он служил под началом Сэмюэля Худа в Тулоне и на Корсике. Произведён в вице-адмиралы 4 июля 1794 года и под началом лорда Хотэма принял участие в нерешительных боях 13 марта 1795 и 13 июля 1795 года. С 1796 по 1800 год командовал на Ямайке и умело проводил операции в Вест-Индии.
Он стал полным адмиралом 14 февраля 1799 года. В 1801 году он был назначен командовать флотом, посланным разбить северный Вооруженный нейтралитет. Его заместителем стал вице-адмирал Горацио Нельсон. Копенгаген, первая цель экспедиции, пал 2 апреля 1801 перед решительной атакой эскадры Нельсона — Паркер, с более тяжёлыми кораблями, играл незначительную роль. В разгар битвы Паркер поднял сигнал «прекратить бой». Нельсон игнорировал приказ адмирала, приставив подзорную трубу к слепому глазу и произнеся знаменитое: «не вижу никакого сигнала». Нельсон продолжил бой, и в конечном счете вынудил датчан к капитуляции. Нерешительность Паркера в продвижении вглубь Балтики после победы позже подвергалась резкой критике. Вскоре после этого он был отозван, и его место занял Нельсон.
В 1800 году он женился вторым браком на Фрэнсис, дочери сэра Ричарда Онслоу, 1-го баронета, и поселился в усадьбе Бенхолл-лодж в Суффолке. Он умер 16 марта 1807 года.
Его сын — Хайд Паркер III (1786—1854) — в свою очередь стал контр-адмиралом 23 ноября 1841 года и вице-адмиралом 4 июня 1852 года. С 1853 года служил Первым морским лордом, но умер 25 мая 1854 года.